# Gabriela von Habsburg

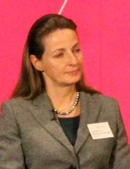
Gabriela von Habsburg (2012)

Gabriela von Habsburg (eigentlich Gabriela Maria Habsburg-Lothringen; * 14. Oktober 1956 in Luxemburg als Gabriela von Österreich-Ungarn) ist eine österreichische Bildhauerin und Kunstprofessorin. Im Jahr 2007 wurde ihr anlässlich der Einweihung des von ihr geschaffenen Denkmals für die Rosenrevolution vom Staatspräsidenten Micheil Saakaschwili die georgische Staatsbürgerschaft verliehen. Vom 6. November 2009 bis zum 14. März 2013 war sie Botschafterin Georgiens in der Bundesrepublik Deutschland.

## Ausbildung und Werdegang
Gabriela von Habsburg wuchs in Bayern auf, wo ihre Familie seit 1954 in Pöcking am Starnberger See die Villa Austria bewohnte. Nach dem Abitur 1976 in Tutzing studierte sie von 1976 bis 1978 Philosophie an der Universität München und anschließend von 1978 bis 1982 Kunst an der Akademie der Bildenden Künste in München bei Robert Jacobsen und Eduardo Paolozzi.
Seit 2001 hält sie eine Professur an der Kunstakademie Tiflis (Georgien) und hatte von 2001 bis 2005 einen Lehrauftrag an der Sommerakademie in Neuburg an der Donau. Seit 2005 hat sie zudem einen Lehrauftrag an der Akademie von Bad Reichenhall. Daneben unterrichtet sie seit 2004 Kunst an der BOS Scheyern.
Am 6. November 2009 wurde im georgischen Parlament die Entsendung Habsburgs als georgische Botschafterin in der Bundesrepublik Deutschland beschlossen. Seit 22. März 2010 war Gabriela Habsburg-Lothringen vom Auswärtigen Amt als Botschafterin akkreditiert und lebte daraufhin unter der Woche in Berlin und am Wochenende in ihrem Haus in Seeheim am Starnberger See.
Seit März 2010 vertritt Gabriela von Habsburg Georgien im Internationalen Rat des Vereins Österreichischer Auslandsdienst. Auf Einladung von Andreas Maislinger hat sie 2012 bei den 21. Braunauer Zeitgeschichte-Tagen den Eröffnungsvortrag zum Thema Die Verantwortung des Adels einst und jetzt gehalten.

## Familie
Gabriela von Habsburg ist das vierte Kind Otto von Habsburgs und seiner Frau Regina von Sachsen-Meiningen. Sie war von September 1978 bis 1997 mit dem deutschen Anwalt Christian Meister verheiratet, mit dem sie einen Sohn (* 1981) und zwei Töchter (* 1983; * 1986) hat.
Nach dem Tod ihrer Mutter übernahm Gabriela von Habsburg im Februar 2010 deren Amt als Großmeisterin des Sternkreuzordens, das mit dem Titel der Höchsten Ordensschutzfrau verbunden ist.

## Zitate
Im Interview mit der Presse vom 17. Juli 2011 wurde Gabriele von Habsburg unter anderem gefragt:
- „Was steht in Ihrer Geburtsurkunde?“: „Gabriela von Österreich-Ungarn. Das war mein Name. Habsburg ist ein Konstrukt, eine Bezeichnung für den Familienstamm, nicht ein Familienname.“
- „Sie heißen eigentlich Österreich?“: „Was heißt eigentlich? Das steht in meiner Geburtsurkunde. Im Endeffekt ist es nicht so wichtig, wie man heißt. Ich bleibe derselbe Mensch.“

Bezogen auf ihre erste Reise nach Wien, nachdem sie 1971 oder 1972 einen unbeschränkt gültigen Pass auch für Österreich bekommen hatte, meinte sie:
- „Wir sind nach Schönbrunn gegangen. Ich habe meinen Schülerausweis gezeigt, wo Habsburg drinnen stand und musste Eintritt zahlen. Es war ein großes Amusement, zu sehen, wie sich ein System verhält gegenüber einer Familie, die mit Sicherheit in Wien die Basis jedes touristischen Einkommens stellt.“

## Werke

### Ausstellungen
Gabriela von Habsburg erstellt hauptsächlich abstrakte Edelstahlskulpturen, aber auch Grafiken und Lithographien. Sie hat jährlich mehrere Ausstellungen in verschiedenen Städten Europas und der USA. Seit 1990 ist sie auch besonders in den osteuropäischen Ländern aktiv.

### Ständige Ausstellungen und Vertretung
- seit 1989 Autoren Galerie 1, München[14]
- seit 1989 Susan Conway Carrol Gallery, Washington D.C., USA
- seit 2000 Galerie Leupi, Zofingen, Schweiz

### Gestaltung von Preisen und Denkmälern

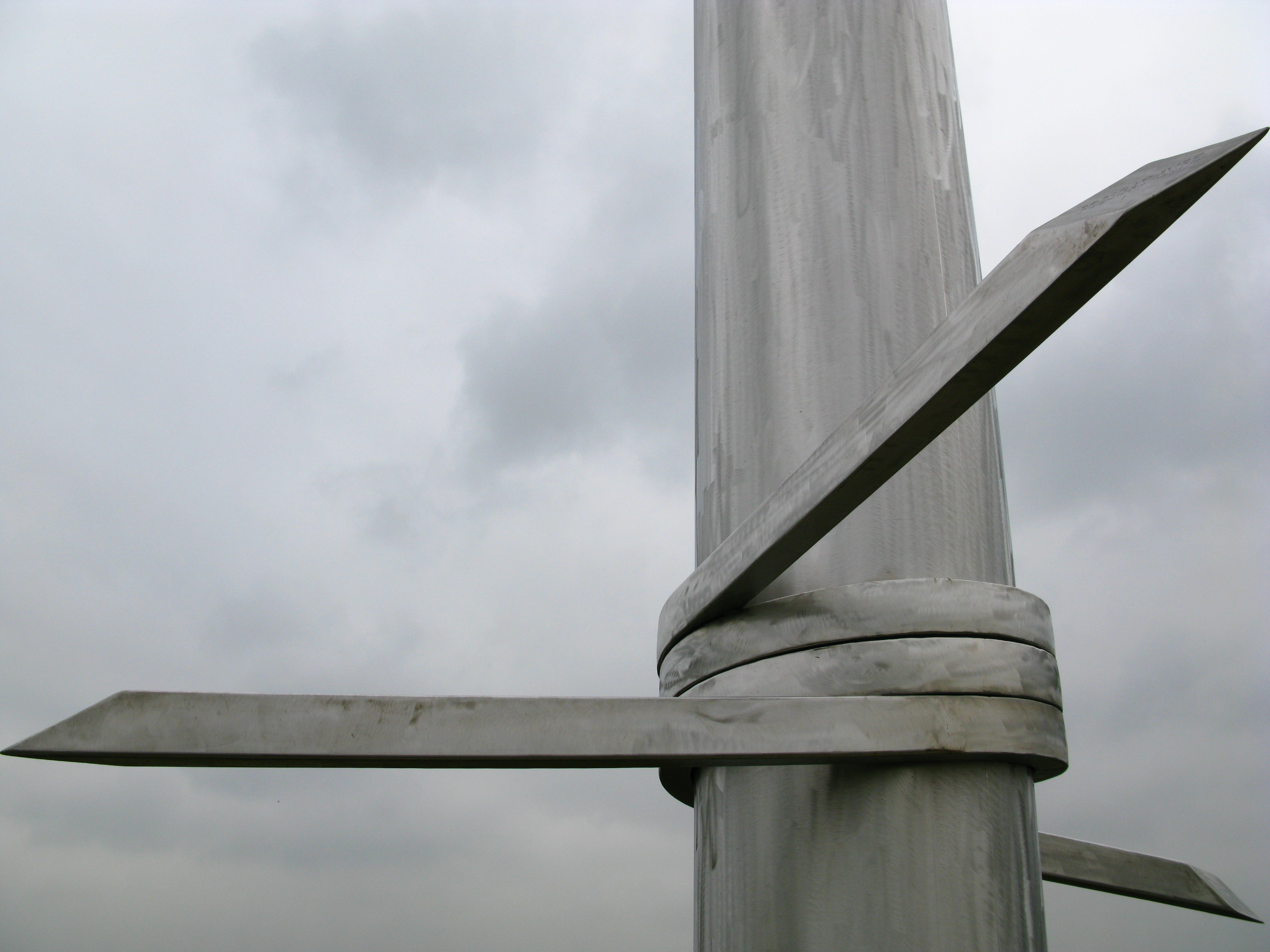
Stilisierter Stacheldraht

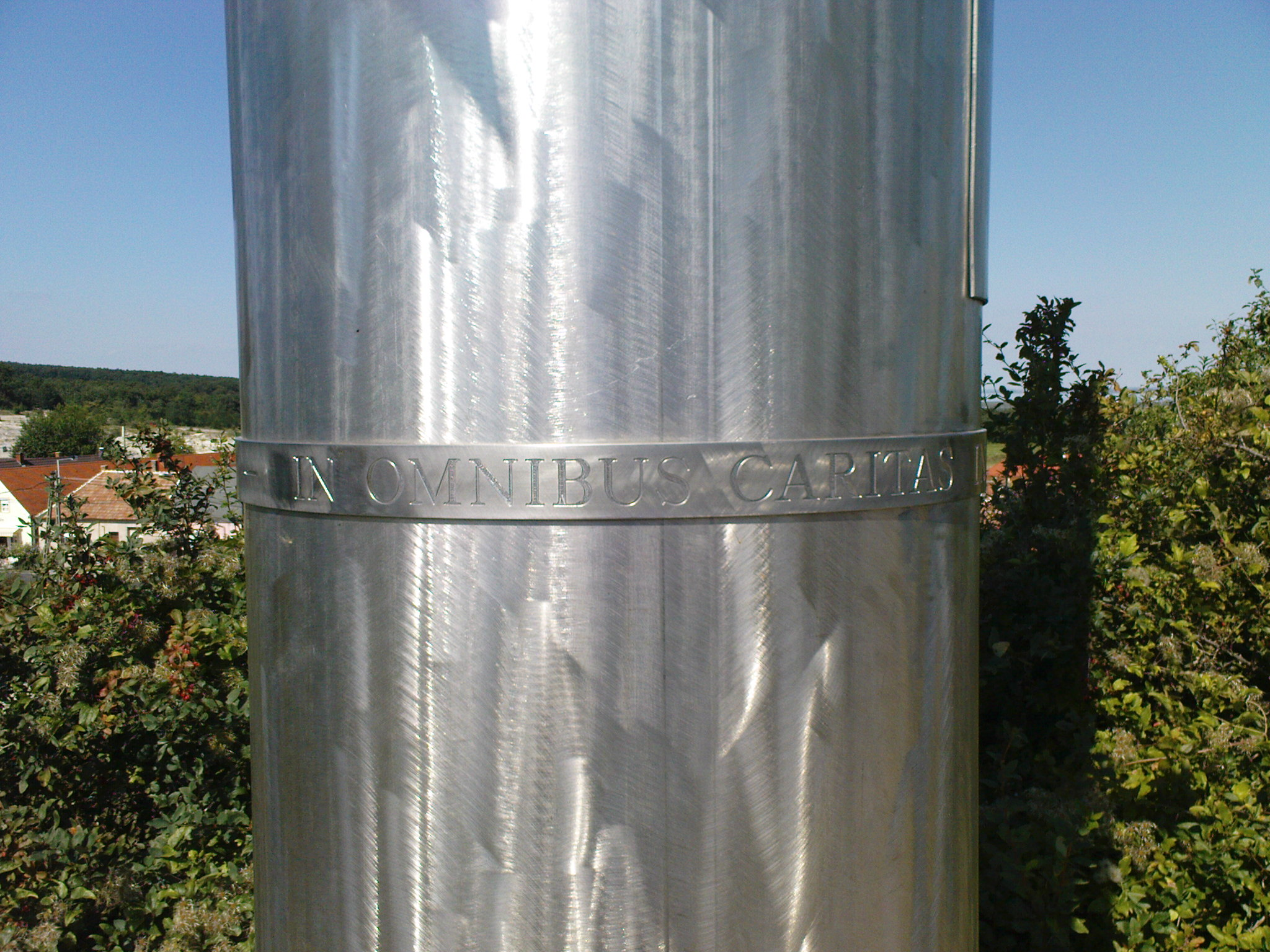
Inschrift am Europadenkmal von Gabriela von Habsburg

- 1991 Förderpreis für bildende Kunst und Architektur der Sudetendeutschen Landsmannschaft
- 1995 Kunstpreis der Masaryk Kunstakademie
- 1996 Denkmal zur Grenzöffnung bei Sopron
- 2000 Kunstpreis der Europäischen Art Union

- seit 1994 Gestaltung des Filmpreises „MediaNet-Award“
- seit 1996 Gestaltung des Filmpreises „VFF TV-Movie Award“
- seit 1997 Gestaltung des Filmpreises „High Hopes Award“
- seit 1997 Gestaltung des Filmpreises „CineMerit Award“
- seit 1998 Gestaltung des Filmpreises „Deutscher Filmschulpreis“

### Öffentliche Ankäufe von Werken der Künstlerin
- 1985 Museum Ferdinandeum, Innsbruck
- 1990 National Academy of Science, Washington
- 1992 Lankó Dezsö Múzeum Veszprém, Ungarn
- 1992 Stadt Veszprém, Ungarn
- 1994 Voest Alpine MCE, Linz
- 1994 Museion Bozen, Bozen, Italien
- 1994 Achmatowa Museum, St. Petersburg
- 1994 Ernst Museum, Budapest, Ungarn
- 1995 Museum für Ausländische Kunst, Riga, Lettland
- 1995 Universität Salzburg, Österreich
- 1996 Museum Würth, Künzelsau
- 1997 Stadt Letenye, Ungarn
- 1997 Gemeinde Hesperingen, Luxemburg
- 1997 Städtische Galerie, Budapest
- 1998 Muzej na grad Skopje, Makedonien
- 1998 Galeria Murska Sobota, Slowenien
- 1998 Skulpturenpark Sárospatak, Ungarn
- 1999 Stadt Bethlehem, Palästina
- 2000 Stadt Tiflis, Georgien
- 2004 Stiftung Skulpturschweiz, Luzern-Ennetbürgen, Schweiz.[15]
- 2007 Brunnen „Horseshoe and Wheel“, Astana, Kasachstan
- 2007 Rosenrevolutionsdenkmal in Tbilisi, Georgien[16]